# Joe Montana
Joseph Clifford Montana Jr., detto Joe (New Eagle, 11 giugno 1956), è un ex giocatore di football americano statunitense.
Ha trascorso la maggior parte della carriera nei San Francisco 49ers ed è considerato uno dei migliori quarterback nella storia della National Football League. Fu la guida carismatica dei 49ers che condusse al titolo NFL in 4 occasioni: 1981, 1984, 1988 e 1989. In tre di queste quattro partecipazioni al Super Bowl venne eletto miglior giocatore dell'evento. Nel 1990 ricevette il premio come "miglior sportivo dell'anno" dalla rivista statunitense Sports Illustrated e nel 2000 venne inserito nella Hall of Fame del football professionistico americano.
Fu scelto dai San Francisco 49ers nel corso del terzo giro del Draft NFL 1979, dopo avere giocato al college a football con i Notre Dame Fighting Irish, che l'anno precedente aveva guidato alla vittoria del campionato NCAA. Montana diresse l'attacco dei 49ers per 12 anni. Nel 1991, per un grave infortunio, saltò l'intera stagione e quasi la totalità di quella successiva, fatta eccezione per una sua apparizione in un Monday Night Football (prime time televisivo più seguito d'America) contro i Detroit Lions fornendo una prestazione di alto livello.
Nel 1993 terminò la sua permanenza nei San Francisco 49ers, che avevano optato per passare definitivamente all'altro quarterback futuro membro della Hall of Fame Steve Young. Montana approdò così ai Kansas City Chiefs dove disputò altre due stagioni, prima del ritiro. Nei Chiefs guidò due spettacolari rimonte nei play-off del 1993 dove raggiunse la finale dell'AFC, perdendola contro i Buffalo Bills.
Due i soprannomi che accompagnarono la carriera del quarterback italo-americano, Joe Cool (lett. "Joe freddo" o "simpatico") e Comeback Kid ("ragazzo delle rimonte"), il secondo dei quali grazie alle 31 rimonte effettuate in carriera durante l'ultimo quarto di gioco. Tra le prestazioni da ricordare di Montana, due in particolare sono rimaste celebri nella storia del football americano:
- "The Catch" (la ricezione): un touchdown su passaggio lanciato durante la finale della NFC del 1982 contro i Dallas Cowboys;
- "The Drive": la serie di passaggi che consentirono di guadagnare 92 yard e di segnare il decisivo touchdown contro i Cincinnati Bengals nel Super Bowl XXIII.

Nella sua carriera a San Francisco, Montana completò 2.929 passaggi su 4.600 tentativi per un totale di 35.142 yard guadagnate e 244 touchdown. In 35 occasioni lanciò più di 300 yard in una sola partita. Comprendendo anche le due stagioni a Kansas City, le sue statistiche totali sono 3.409 passaggi completati su 5.391 tentativi, 273 touchdown e 40.551 yard passate. Il suo passer rating in carriera è pari a 92,3 (quarto nella storia della NFL tra tutti i quarterback ritiratisi). In carriera guadagnò anche 1.676 yard su corsa, segnando 20 touchdown.

## Carriera professionistica

### Pre-Draft
Anche se la NFL Combine non venne creata fino al 1982, gli osservatori della NFL valutavano già i migliori giocatori eleggibili per il draft in raduni simili nel 1979. I candidati erano classificati in un certo numero di categorie in una scala da uno a nove. Le categorie usate erano decise in base al ruolo in cui l'atleta giocava.
Malgrado le prestazioni di Montana sul campo di gioco, diversi osservatori non lo classificarono tra le promesse di alto livello. In un raduno, a Montana fu assegnato un voto complessivo di sei e mezzo, con un sei riguardo alla potenza del suo braccio, in base a quanto lontano era in grado di lanciare. Per fare un paragone, Jack Thompson di Washington State aveva ricevuto un voto di otto, il massimo tra tutti i quarterback selezionabili.
Nel Draft NFL 1979, i San Francisco 49ers scelsero Montana alla fine del terzo giro, come 82º assoluto. Montana fu il quarto quarterback ad essere selezionato, dietro Thompson, Phil Simms e Steve Fuller, tutti nel primo giro.

### San Francisco 49ers

#### 1979-1980
Anche se Montana giocò tutte e 16 partite della stagione regolare durante la stagione 1979, lanciò solo 23 passaggi, trascorrendo la maggior parte della stagione in panchina dietro il titolare Steve DeBerg.
Montana divenne il quarterback titolare a metà della stagione 1980.
Il 7 dicembre 1980, San Francisco ospitò i New Orleans Saints, ancora senza vittorie. I Saints alla fine del primo tempo erano avanti 35–7. All'inizio del quarto periodo, New Orleans guidava ancora 35–21 ma San Francisco pareggiò la gara alla fine del tempo regolamentare. Nei supplementari, Ray Wersching calciò il field goal della vittoria per San Francisco, 38–35. Questa segnò la prima vittoria in rimonta di Montana nella sua carriera NFL. Durante le sue 16 stagioni nella lega, questo accadde 31 volte con Montana come quarterback; 26 di queste vennero come QB dei 49ers.
Anche se San Francisco finì il 1980 con record di 6-10, Montana passò per 1.795 yard e 15 touchdown con 9 intercetti. Completò inoltre il 64,5 per cento dei suoi passaggi, statistica in cui fu il migliore della lega.

#### 1981
Montana iniziò la stagione 1981 come il titolare nel ruolo di quarterback. La stagione terminò come una delle migliori della storia della franchigia sino a quel momento. Grazie alle prestazioni di Montana come quarterback, la squadra finì la stagione regolare con un 13–3 di record. Montana aiutò anche San Francisco vincendo due gare con rimonte all'ultimo quarto. Questa stagione fu anche anticipatrice di una delle più memorabili azioni di Montana come quarterback.

##### The Catch
Il 10 gennaio 1982, San Francisco affrontava i Dallas Cowboys a Candlestick Park nella finale della National Football Conference. L'ultimo quarto fu segnato da una delle più note giocate della storia della NFL. Larry Schwartz di ESPN.com in seguito definì la finale della NFC del 1981 come la partita che stabilì definitivamente la grandezza di Montana.
Quando San Francisco ebbe il possesso con 4:54 minuti alla fine del tempo regolamentare, Dallas era in vantaggio 27–21; il drive iniziò sulla linea delle 11 yard di San Francisco. Dopo 6 passaggi completi di Montana e 4 corse, San Francisco portò la palla sulla linea delle 13 yard di Dallas. Dopo un passaggio senza successo e poi un altro con guadagno di 7 yard, San Francisco si trovava sul terzo down sulla linea delle 6 yard. Montana prese lo snap e corse alla sua destra. Poi, fuori equilibrio, passò verso la end zone e il wide receiver di San Francisco Dwight Clark prese con un balzo il pallone segnando il touchdown del pareggio. Con soli 51 secondi rimanenti, Wersching calciò l'extra point e San Francisco vinse la gara 28–27. La presa di Clark fu chiamata semplicemente The Catch, e portò San Francisco a disputare il Super Bowl XVI.

##### Super Bowl XVI
San Francisco affrontò i Cincinnati Bengals nel Super Bowl XVI. Montana completò 14 passaggi su 22 per 157 yard con un passaggio da touchdown ed un altro touchdown su corsa. San Francisco vinse la gara 26–21, e, come riconoscimento alla sua prestazione, Montana vinse il premio di miglior giocatore Super Bowl, traguardo che raggiunse altre due volte in carriera. La vittoria nel Super Bowl fece anche di Montana uno degli unici due quarterback (insieme a Joe Namath) a vincere un titolo nazionale universitario ed un Super Bowl.

#### 1982
Montana ebbe una stagione prolifica nel 1982. La stagione regolare però fu accorciata a nove partite a causa dello sciopero dell'Associazione dei Giocatori. Anche se San Francisco non raggiunse i playoff, Montana lanciò per 2.613 yards e 17 touchdown durante l'anno. Egli stabilì anche un record NFL giocando cinque partite consecutive da 300 yard passate.

#### 1983
L'anno seguente, Montana passò per 3 910 yard e 26 touchdown in 16 partite di stagione regolare. La squadra terminò la stagione con un record di 10-6 vincendo la NFC West. Nel turno dei divisional playoff, affrontarono i Detroit Lions: ancora una volta, Montana dimostrò la sua abilità di giocare bene in situazioni ad alta pressione. Malgrado l'essere stati superati nettamente in termini di yard totali guadagnate, i 49ers erano sotto solo di 6 punti verso la fine della partita. Con 1:23 minuti alla fine dei tempi regolamentari, l'attacco dei 49ers aveva la palla sulla linea delle 14 yard dei Lions. Montana completò un passaggio da touchdown per il wide receiver Freddie Solomon e San Francisco andò in vantaggio assicurandosi l'extra-point.

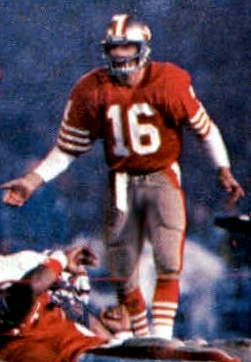
Joe Montana nel Super Bowl XIX

La vittoria portò i 49ers alla finale della NFC contro i Washington Redskins. Come in precedenza, Montana si fece sentire verso la fine della partita. I Redskins guidavano 21–0 all'inizio dell'ultimo periodo ma Montana aiutò i 49ers a rifarsi sotto. Grazie a 3 passaggi da TD di Montana nell'ultimo quarto, i 49ers pareggiarono la gara sul 21-21. Tuttavia il kicker dei Redskins Mark Moseley segnò un field goal da 25 yard nei momenti finali della partita. Malgrado gli sforzi di Montana, la squadra perse 24-21.

#### 1984
I 49ers finirono la stagione 1984 con un record di 15–1, diventando la prima squadra a vincere 15 partite in una sola stagione (i Miami Dolphins avevano terminato la stagione 1972 senza sconfitte, ma la stagione regolare era di 14 partite).
Montana ebbe nuovamente un'eccellente stagione guadagnandosi la seconda convocazione consecutiva al Pro Bowl. Nelle prime due gare di playoff, i 49ers sconfissero i New York Giants e i Chicago Bears con un punteggio totale di 44-10. Nel Super Bowl XIX, i 49ers affrontarono i Dolphins, il cui quarterback era Dan Marino.

##### Super Bowl XIX
Nella partita, Montana lanciò tre touchdown completando 24 passaggi su 35. Stabilì anche il record dell'epoca del Super Bowl per il maggior numero di yard passate (331) a cui se ne aggiunsero 59 yard corse. I 49ers batterono i Dolphins 38-16 e Montana guadagnò il secondo premio di Super Bowl MVP. Dopo la gara, il capo allenatore dei 49ers Bill Walsh disse: "Joe Montana è attualmente il miglior quarterback, forse il migliore di tutti i tempi."

#### 1985-1987

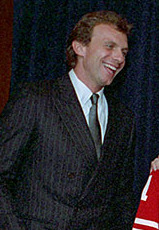
Montana nel 1986

Nella stagione 1985, grazie in buona parte alle prestazioni di Montana come quarterback, i 49ers si qualificarono nuovamente per i Playoff NFL; alla fine, persero nel primo turno delle wild card della NFC contro i New York Giants.
Nel 1986 Montana soffrì un grave infortunio alla schiena durante la prima settimana della stagione regolare. Ciò richiese un'immediata operazione chirurgica e fu talmente grave che i dottori suggerirono a Montana di ritirarsi. Il 15 settembre 1986, i 49ers misero Montana nella lista infortunati; alla fine, Joe tornò con la squadra il 6 novembre di quello stesso anno. Nella prima gara dopo l'infortunio, Montana passò per 270 yard e 3 touchdown nella vittoria 43-17 sui St. Louis Cardinals. Malgrado Montana abbia giocato 8 sole partite e che tirò più intercetti che touchdown per l'unica volta in carriera, i 49ers finirono la stagione con un record di 10–5–1. Montana fu anche co-vincitore del premio NFL Comeback Player of the Year, condiviso col quarterback dei Vikings Tommy Kramer.
Nel 1987 Montana passò per 31 touchdown, un record in carriera, in sole 13 gare. Nel 1987 stabilì, inoltre, il record NFL per il maggior numero di passaggi consecutivi senza un incompleto (22), passò per 3.054 yards ed ebbe un passer rating di 102,1. Anche se i 49ers finirono col miglior record della NFL, furono eliminati nelle semifinali della NFC dai Minnesota Vikings.
Prima della stagione 1987, Bill Walsh completò l'acquisto di Steve Young, ex quarterback dei Tampa Bay Buccaneers. Young giocò otto partite di stagione regolare e finì con un passer rating di 120,8.

#### 1988
Le prestazioni di Young nel 1987 furono abbastanza convincenti da iniziare a far suscitare all'inizio della stagione 1988 una controversia su chi dei due avrebbe dovuto giocato più tempo come quarterback. Young giocò in 11 gare quell'anno e affiorarono voci che Montana potesse essere ceduto.
Malgrado la competizione per il ruolo da titolare, Montana giocò la maggior parte del tempo nella stagione 1988. Dopo una sconfitta casalinga coi Los Angeles Raiders lasciò i 49ers con un 6–5 di record, il loro approdo ai playoff era in pericolo. Montana riguadagnò il posto da titolare e portò i 49ers a un 10-6 di record ed alla vittoria della NFC Western.
I 49ers nei playoff superarono i Minnesota Vikings e i Chicago Bears guadagnandosi l'accesso al Super Bowl XXIII. Nei Divisional Playoff, i 49ers affrontarono Minnesota, la squadra che li aveva eliminati l'anno precedente. Montana lanciò tre touchdown nel primo tempo e i 49ers vinsero 34-9. La vittoria sui Bears nella finale della NFC fu di particolare rilievo. Giocata al Soldier Field a Chicago, con temperature sotto zero ed un forte vento, Montana lanciò per 288 yard e 3 touchdown. Il suo primo passaggio da touchdown venne in una giocata in cui Montana passò un perfetto passaggio sulla linea laterale per Jerry Rice su un terzo down alla fine del primo quarto e Rice superò due difensori dei Bears per una segnatura da 61 yard. I 49ers vinsero 28-3 avanzando al Super Bowl XXIII.

##### Super Bowl XXIII
Nel gennaio 1989, i 49ers affrontarono nuovamente i Bengals nel Super Bowl. Alla sua terza partecipazione al Super Bowl, Montana disse al San Jose Mercury News: "Questo Super Bowl è più gratificante dei precedenti perché la strada per arrivarci è stata più dura". Il giorno della grande partita, Montana ebbe una delle migliori prestazioni della sua carriera. Completò 23 passaggi su 36 per un record del Super Bowl di 357 yard e 2 touchdown. Malgrado la sua grande performance, i 49ers si trovarono in svantaggio coi Cincinnati Bengals 16-13 con soli 3:20 minuti alla fine della partita e la palla sulla linea delle proprie 8 yard. Montana con calma portò la squadra a guadagnare yard su yard, completando 8 passaggi su 9 per 97 yard e lanciando il touchdown della vittoria per John Taylor con soli 34 secondi rimanenti.

#### 1989

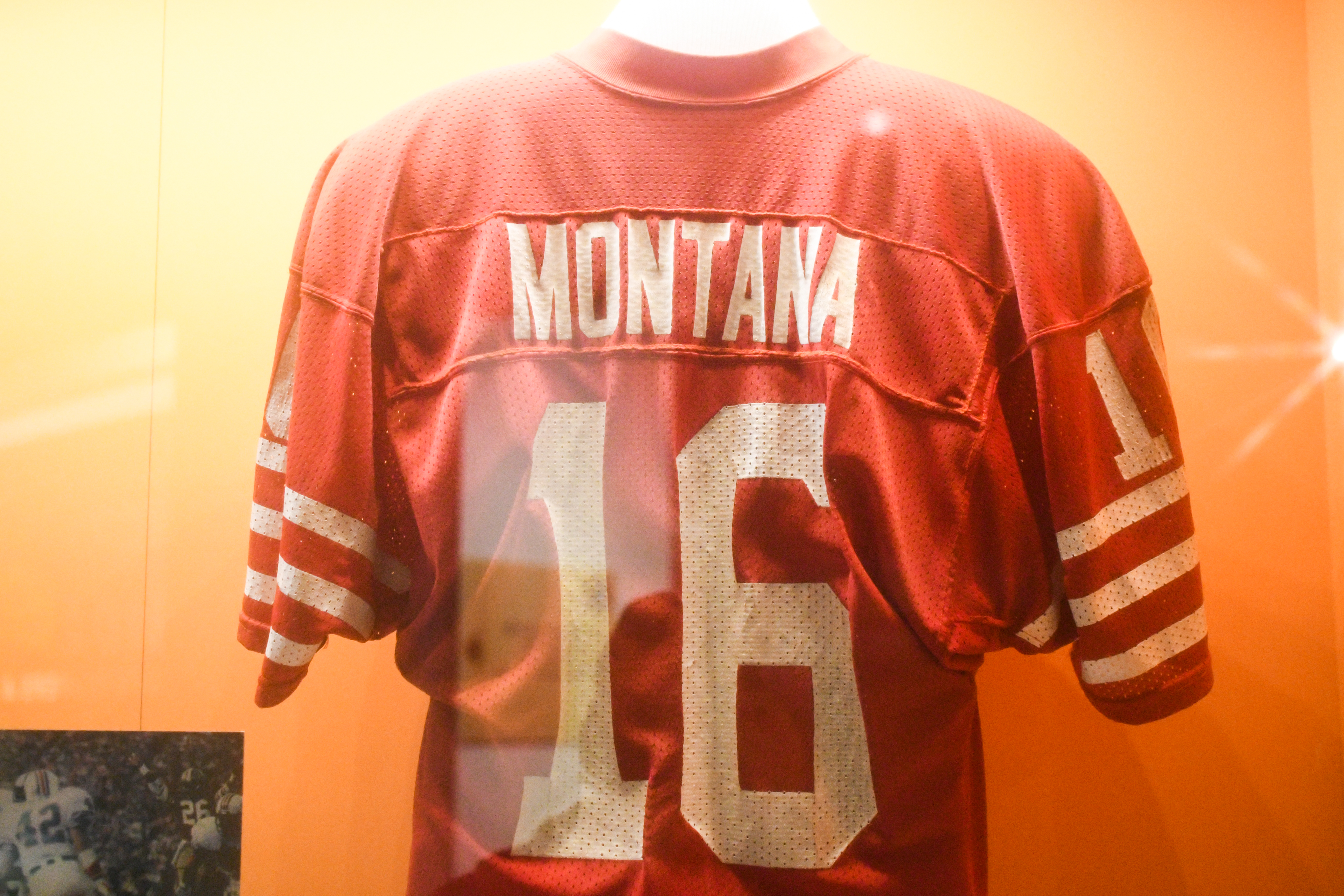
La maglia di Montana in mostra alla Pro Football Hall of Fame

Il 1989 si rivelò un'altra stagione di successo per Montana e i 49ers. La squadra finì col miglior record della lega 14–2, dove le uniche due sconfitte vennero per uno scarto totale di soli 5 punti. Montana lanciò per 3.521 yard e 26 touchdown con soli 8 intercetti, dandogli quello che all'epoca fu il più alto passer rating della storia della NFL, un record battuto da Young nel 1994. Corse inoltre per 227 yard e 3 touchdown guadagnandosi il premio di MVP della stagione. In una memorabile rimonta nella settimana 4 contro i Philadelphia Eagles, Montana lanciò 4 passaggi da touchdown nell'ultimo quarto. Finì con 428 yard e 5 TD totali che portarono alla vittoria. I 49ers ebbero successo anche nei playoff, battendo facilmente i Minnesota Vikings 41–13 e i Los Angeles Rams 30-3. Montana lanciò per un totale di 503 yard e 6 touchdown in queste due gare, senza un solo intercetto

##### Super Bowl XXIV
Nel Super Bowl XXIV, Montana divenne il primo giocatore della storia a vincere il premio di MVP del Super Bowl per la terza volta, lanciando per 297 yard e l'allora record del Super Bowl di 5 touchdown (superato da Young nel 1994), correndo per altre 15 yard con i 49ers che sconfissero i Denver Broncos 55-10, il maggior scarto nella storia del Super Bowl, arrivando al proprio quarto titolo, tutti vinti con Montana come protagonista assoluto. Dopo il Super Bowl XXIV, Montana divenne il primo, e tuttora unico, giocatore nella storia a vincere in una singola stagione il Super Bowl e i premi di MVP stagionale, MVP del Super Bowl e miglior giocatore offensivo dell'anno, oltre ad essere convocato per il Pro Bowl e inserito nel First-team All-Pro.

#### 1990
Nel 1990 Montana guidò ancora una volta i 49ers al miglior record della stagione regolare (14–2) nella NFL. Joe fu nominato sportivo dell'anno Sports Illustrated. Una partita degna di nota della stagione fu una rivincita con gli Atlanta Falcons. Intenta a portare blitz su Montana per la maggior parte della gara, la difesa di Atlanta concesse a Montana di lanciare il suo record in carriera di 476 yard (record di franchigia dei 49ers) e 6 passaggi da touchdown, cinque di essi per Jerry Rice. Egli terminò la stagione con 3.944 yard e 26 touchdown, con però un record in carriera di 16 intercetti. I 49ers fallirono la corsa al terzo titolo consecutivo perdendo nella finale della NFC contro i New York Giants con un punteggio di 15-13.

#### 1991-1992
Montana saltò l'intera stagione 1991 e la maggior parte di quella 1992 a causa di un infortunio patito nella finale NFC del 1990 (apparve solo in un Monday Night Football contro i Detroit Lions alla fine della stagione '92 dove fornì una grande prestazione lanciando 2 TD). A questo punto, però, Young l'aveva già sostituito come quarterback titolare.

### Kansas City Chiefs

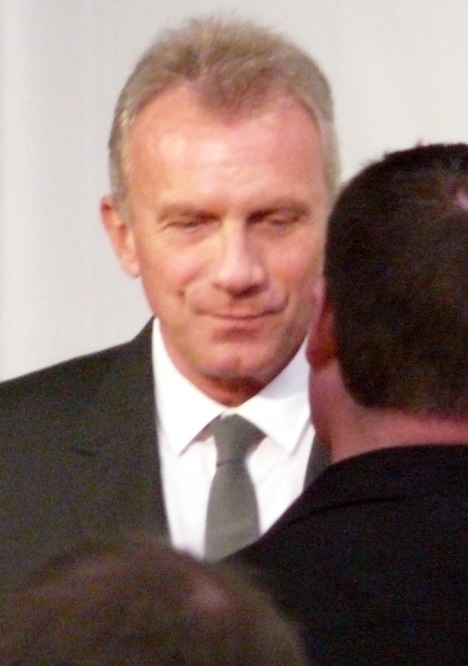
Joe Montana al California Museum Hall of Fame il 21 marzo 2013.

#### 1993-1994
Joe Montana fu ceduto ai Kansas City Chiefs nell'aprile 1993. Questa operazione, insieme alla firma della stella dei Los Angeles Raiders, il running back Marcus Allen, generò molta attenzione ed eccitazione nei media verso Kansas City.
I Chiefs spedirono tre divise a Montana. Una era la numero 3, il suo numero a Notre Dame. Un'altra era la numero 19, che indossò in una piccola lega e poi nel training camp di 49ers prima della stagione 1979 e la terza era la numero 16, che il quarterback della Hall of Fame Len Dawson offrì di lasciar indossare a Montana malgrado la squadra l'avesse ritirata. Montana declinò l'offerta di Dawson e invece indossò il 19 firmando un contratto triennale del valore di 10 milioni di dollari.
Montana fu infortunato per parte della stagione 1993 ma fu comunque selezionato per il suo ultimo Pro Bowl guidando i Chiefs a due vittorie in rimonta nei playoff 1993, raggiungendo la finale dell'AFC dove Kansas City perse contro i Buffalo Bills. Includendo le due vittorie nei playoff di quell'anno (i Chiefs avevano vinto una sola partita di playoff dal 1970 quando vinsero il Super Bowl IV), i Chiefs del 1993 vinsero 13 gare, pareggiando il record di franchigia.
Montana ritornò in salute a guidare i Chiefs nel 1994, iniziando tutte le partite da titolare tranne 2. Da segnalare nella stagione il duello, divenuto un classico, con John Elway (vinto da Montana nel 31-28) nel Monday Night Football,ed una memorabile partita nella settimana 2 quando Montana giocò contro la sua vecchia squadra, i 49ers e Steve Young. In una pubblicizzatissima partita, Montana e i Chiefs prevalsero battendo i 49ers 24–17. Montana guidò la squadra ad un'ultima partecipazione ai playoff.

#### Ritiro
Il 18 aprile 1995, Montana annunciò il suo ritiro davanti ad una vasta folla al Justin Herman Plaza a San Francisco. L'evento fu trasmesso dal vivo nella televisione locale ed incluse interventi di John Madden, Eddie DeBartolo Jr. ed altri. Furono anche mostrati i momenti migliori della carriera di Montana a San Francisco ed interviste coi vecchi compagni di squadra dei 49ers. Bill Walsh fu il presentatore dell'evento. Montana fu sostituito dai Chiefs con la sua ex riserva a San Francisco, Steve Bono.

## Palmarès

### Franchigia
- Super Bowl : 4

San Francisco 49ers: XVI, XIX, XXIII, XXIV
- National Football Conference Championship: 4

San Francisco 49ers: 1981, 1984, 1988, 1989

### Individuale
- MVP del Super Bowl: 3

1981, 1984, 1989
- MVP della NFL: 2

1989, 1990
- Convocazioni al Pro Bowl: 8

1981, 1983, 1984, 1985, 1987, 1989, 1990, 1993
- First-Team All-Pro: 3

1987, 1989, 1990
- Second-Team All-Pro: 3

1981, 1983, 1984
- Miglior giocatore offensivo dell'anno della NFL: 1

1989
- NFL Comeback Player of the Year Award: 1 (ex aequo con Tommy Kramer)

1986
- Leader della NFL in passaggi da touchdown: 2

1982, 1987
- Giocatore offensivo dell'anno della NFC: 1

1989
- Sportivo dell'anno per Sports Illustrated: 1

1990
- Atleta dell'anno dell'Associated Press: 2

1989, 1990
- Bert Bell Award: 1

1989
- Formazione ideale del 75º anniversario della National Football League
- Formazione ideale del 100º anniversario della National Football League
- Formazione ideale della NFL degli anni 1980
- Pro Football Hall of Fame (Classe del 2000)
- Classificato al #4 tra i migliori cento giocatori di tutti i tempi da NFL.com
- Numero 16 ritirato dai San Francisco 49ers

## Statistiche

### Stagione regolare
| Anno | Squadra             | P   | Ten   | Com   | %    | Yard   | TD  | Int | Rat   |  |
| 1979 | San Francisco 49ers | 16  | 23    | 13    | 56.5 | 96     | 1   | 0   | 81.1  |  |
| 1980 | San Francisco 49ers | 15  | 273   | 176   | 64.5 | 1 795  | 15  | 9   | 87.8  |  |
| 1981 | San Francisco 49ers | 16  | 488   | 311   | 63.7 | 3 565  | 19  | 12  | 88.4  |  |
| 1982 | San Francisco 49ers | 9   | 346   | 213   | 61.6 | 2 613  | 17  | 11  | 88.0  |  |
| 1983 | San Francisco 49ers | 16  | 515   | 332   | 64.5 | 3 910  | 26  | 12  | 94.6  |  |
| 1984 | San Francisco 49ers | 16  | 432   | 279   | 64.6 | 3 630  | 28  | 10  | 102.9 |  |
| 1985 | San Francisco 49ers | 15  | 494   | 303   | 61.3 | 3 653  | 27  | 13  | 91.3  |  |
| 1986 | San Francisco 49ers | 8   | 307   | 191   | 62.2 | 2 236  | 8   | 9   | 80.7  |  |
| 1987 | San Francisco 49ers | 13  | 398   | 266   | 66.8 | 3 054  | 31  | 13  | 102.1 |  |
| 1988 | San Francisco 49ers | 14  | 397   | 238   | 59.9 | 2 981  | 18  | 10  | 87.9  |  |
| 1989 | San Francisco 49ers | 13  | 386   | 271   | 70.2 | 3 521  | 26  | 8   | 112.4 |  |
| 1990 | San Francisco 49ers | 15  | 520   | 321   | 61.7 | 3 944  | 26  | 16  | 89.0  |  |
| 1991 | San Francisco 49ers | 0   | 0     | 0     | --   | 0      | 0   | 0   | --    |  |
| 1992 | San Francisco 49ers | 1   | 21    | 15    | 71.4 | 126    | 2   | 0   | 118.4 |  |
| 1993 | Kansas City Chiefs  | 11  | 298   | 181   | 60.7 | 2 144  | 13  | 7   | 87.4  |  |
| 1994 | Kansas City Chiefs  | 14  | 493   | 299   | 60.6 | 3 283  | 16  | 9   | 83.6  |  |
|      | Totale              | 192 | 5 391 | 3 409 | 63.2 | 40 551 | 273 | 139 | 92.3  |  |

### Super Bowl
| Super Bowl | Comp | Att | Pct  | Yard  | TD | INTs | Rat.  | Risultato |
| ---------- | ---- | --- | ---- | ----- | -- | ---- | ----- | --------- |
| XVI        | 14   | 22  | 63.6 | 157   | 1  | 0    | 100.0 | V 26-21   |
| XIX        | 24   | 35  | 68.6 | 331   | 3  | 0    | 127.2 | V 38-16   |
| XXIII      | 23   | 36  | 63.9 | 357   | 2  | 0    | 115.2 | V 20-16   |
| XXIV       | 22   | 29  | 75.9 | 297   | 5  | 0    | 147.6 | V 55-10   |
| Totale     | 83   | 122 | 68.0 | 1 142 | 11 | 0    | 127.8 | 4-0       |

Legenda
GP = Partite disputate
Att = Passaggi tentati
Com = Passaggi completati
Pct = Percentuale di completamento
Yds = Yard
TD = Touchdown
Int = Intercetti
Rate = Passer rating

## Nella cultura di massa
- Il suo cognome venne usato per  Tony Montana, il protagonista del film Scarface, diretto da Brian de Palma e interpretato da Al Pacino.[senza fonte]
- Nel manga Eyeshield 21 al personaggio Taro Raimon viene dato il soprannome Monta in onore di Joe Montana; in realtà si tratta di una scusa, dato che il vero significato del nomignolo è "scimmia" (Monta in giapponese).
- È stato testimonial, nei primi anni novanta, di alcuni videogiochi dedicati al football americano prodotti da Electronic Arts. Curiosamente, la stessa azienda - nel medesimo periodo - produsse anche un'altra serie videoludica sul football americano, Madden NFL, che aveva come testimonial l'allenatore John Madden.